# 李家镇 (广元市)
李家镇，原为李家乡，是中华人民共和国四川省广元市朝天区下辖的一个乡镇级行政单位。2019年12月，撤销汪家乡、李家乡，设立李家镇，以原汪家乡和原李家乡卫星村、民主村、青林村、张家坝村、流水村、新建村、永乐村所属行政区域为李家镇的行政区域，李家镇人民政府驻河润街34号。

## 行政区划
李家镇下辖以下地区：
永乐村、新建村、张家坝村、流水村、老林村、青林村、卫星村和民主村。